# Vládce (Pán času)
Vládce (v originále The Master) je stále se vracející nepřítel v britském sci-fi televizním seriálu Doctor Who a jeho spin-offů. Vládce je Pán času, tudíž stejná rasa jako Doktor (hlavní postava), a je jeho nepřítelem napříč celým seriálem. Rasa Pánů času umí využít schopnost regenerace, a tím kompletně změnit postavu a charakter, a to celkem dvanáct krát (tzn. 13 životů), proto postavu Vládce, stejně tak jako postavu Doktora, hraje vícero herců.

## Vznik
Kreativní tým pojal Vládce jako vracejícího se nepřítele (jako „profesor Moriarty v cyklu o Sherlocku Holmesovi“.) Poprvé se objevil v díle Terror of the Autons (1971). Titul Master byl záměrně vybrán producentem Barrym Lettsem a dramaturgem Terrance Dicksem, protože stejně jako Doktor, to byl titul udělený od akademického titulu.
Barry Letts měl pro tuto roli vybraného jediného herce. Roger Delgado, který měl za sebou dlouhou kariéru plnou hraním záporných postav, se již dlouho chtěl do tohoto kultovního seriálu dostat. Už v minulosti působil u Barryho Lettse a byl dobrý přítel Jona Pertweeho (třetí Doktor).
Malcolm Hulke řekl o postavě Vládce a jeho vztahu s Doktorem: „Byl to zvláštní vztah mezi Vládcem a Doktorem: Cítil jsem, že Vládce by opravdu rád zabil Doktora … ale Doktor byl jediný člověk jako on v té době v celém vesmíru, odpadlík Pánů času a s trochou nadsázky byli oba partneři v trestné činnosti.“

## Inkarnace
První inkarnaci hrál Roger Delgado. který se specializoval na hraní záporných postav. Hraní Vládce mu šlo, ale hrál ho pouhé dva roky, od roku 1971 do roku 1973 až do své smrti. Tato inkarnace se objevovala za éry třetího Doktora. Tři roky se pak Vládce neobjevil až do roku 1976 za éry čtvrtého Doktora, a to z velké části pod maskou. To si ho zahrál Peter Pratt kupodivu jen ve čtyřech epizodách (1 příběh) a v roce 1981 Geoffrey Beevers, taktéž v masce také v jednom příběhu ve čtyřech epizodách. Tyto dvě podoby vládce hrály stále dějově tatáž inkarnaci, jen v rozkladu. Pak se Vládce rozhodne ukrást tělo vědci Tremasovi a tím konečně přichází inkarnace vypadající jako Pán času (tudíž i jako člověk, z vnějšku vypadají tyto rasy shodně) v podání Anthonyho Ainleyela. Tato postava zde zůstává po celý zbytek klasického pořadu tzn. až do roku 1989 a bojuje s pátým, šestým a sedmým Doktorem. Ve filmu Doctor Who, mezi fanoušky někdy zvaným i Enemy Within, ovšem tento název není oficiální, hrají Vládce Gordon Tipple na začátku a poté Erice Roberts. Po obnovení seriálu v roce 2005 nejdříve nebylo po Vládci ani stopy, ovšem ve třetí sérii se objevuje postava starého profesora, hraného Derekem Jacobim, který zjišťuje, že v časové válce použil přístroj na předělání Pána času na člověka, aby se ukryl před válkou. A proto Vládce tento přístroj použije znovu a stane se z něj opět Pán času a hned zregeneruje do nové inkarnace v podání Johna Simma. Ta bojuje s desátým Doktorem ve dvou příbězích na konci třetí (2007) a čtvrté série (2010). Dále se Vládce 4 roky neobjevuje až v roce 2014 v první ženské roli v podání Michelle Gomez. Už si ale neříká The Master (Vládce), nýbrž The Missy (Panička). Poslední dosud známou inkarnací Vládce si zahrál Sacha Dhawan.
| Jméno            | Počet Epizod    | Původní začátek        | Původní začátek | Původní konec           | Původní konec      |
| Jméno            | Počet Epizod    | První uvedení          | Datum           | Poslední uvedení        | Datum              |
| ---------------- | --------------- | ---------------------- | --------------- | ----------------------- | ------------------ |
| Roger Delgado    | 43 (8 příběhy)  | Terror of the Autons   | 2. února 1971   | Frontier in Space       | 31. března 1973    |
| Peter Pratt      | 4 (1 příběh)    | The Deadly Assassin    | 30. října 1976  | The Deadly Assassin     | 20. listopadu 1976 |
| Geoffrey Beevers | 4 (1 příběh)    | The Keeper of Traken   | 31. ledna 1981  | The Keeper of Traken    | 21. února 1981     |
| Anthony Ainley   | 28 (11 příběhy) | The Keeper of Traken   | 21. února 1981  | Survival                | 6. prosince 1989   |
| Eric Roberts     | 1 (1 příběh)    | Doctor Who (film 1996) | 27. května 1996 | Doctor Who              | 27. května 1996    |
| Derek Jacobi     | 1 (1 příběh)    | „Utopie“               | 16. června 2007 | „Utopie“                | 16. června 2007    |
| John Simm        | 7 (3 příběhy)   | „Utopie“               | 16. června 2007 | „The Doctor falls“      | 1. července 2017   |
| Michelle Gomez   | 13 (10 příběhů) | „Deep Breath“          | 23. srpna 2014  | „The Doctor falls“      | 1. července 2017   |
| Sacha Dhawan     | 4 (2 příběhy)   | „Spyfall - Part 1“     | 1. ledna 2020   | „The Timeless Children“ | 1. března 2020     |